# Frans Open 2013

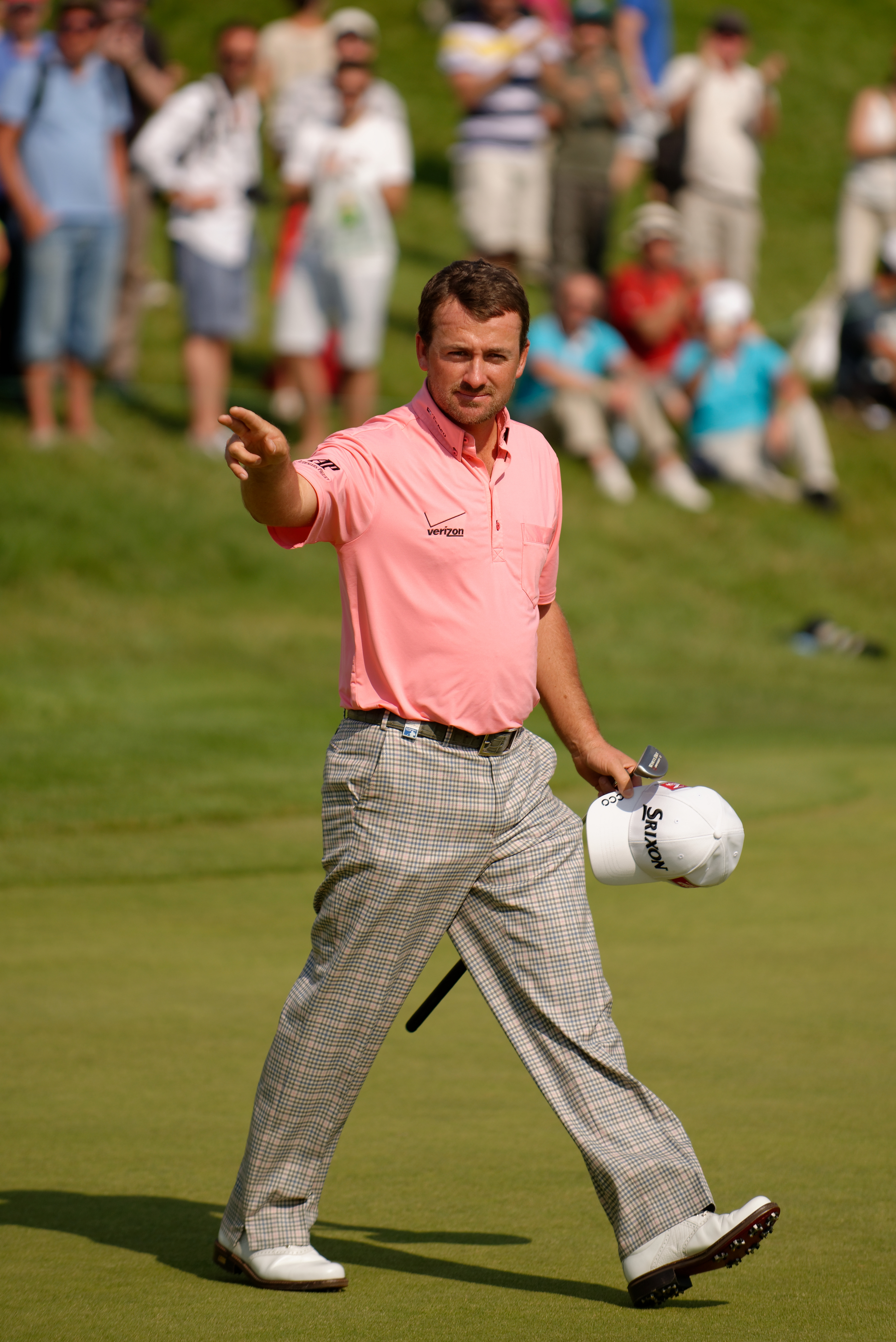
Graeme McDowell op weg naar de overwinning

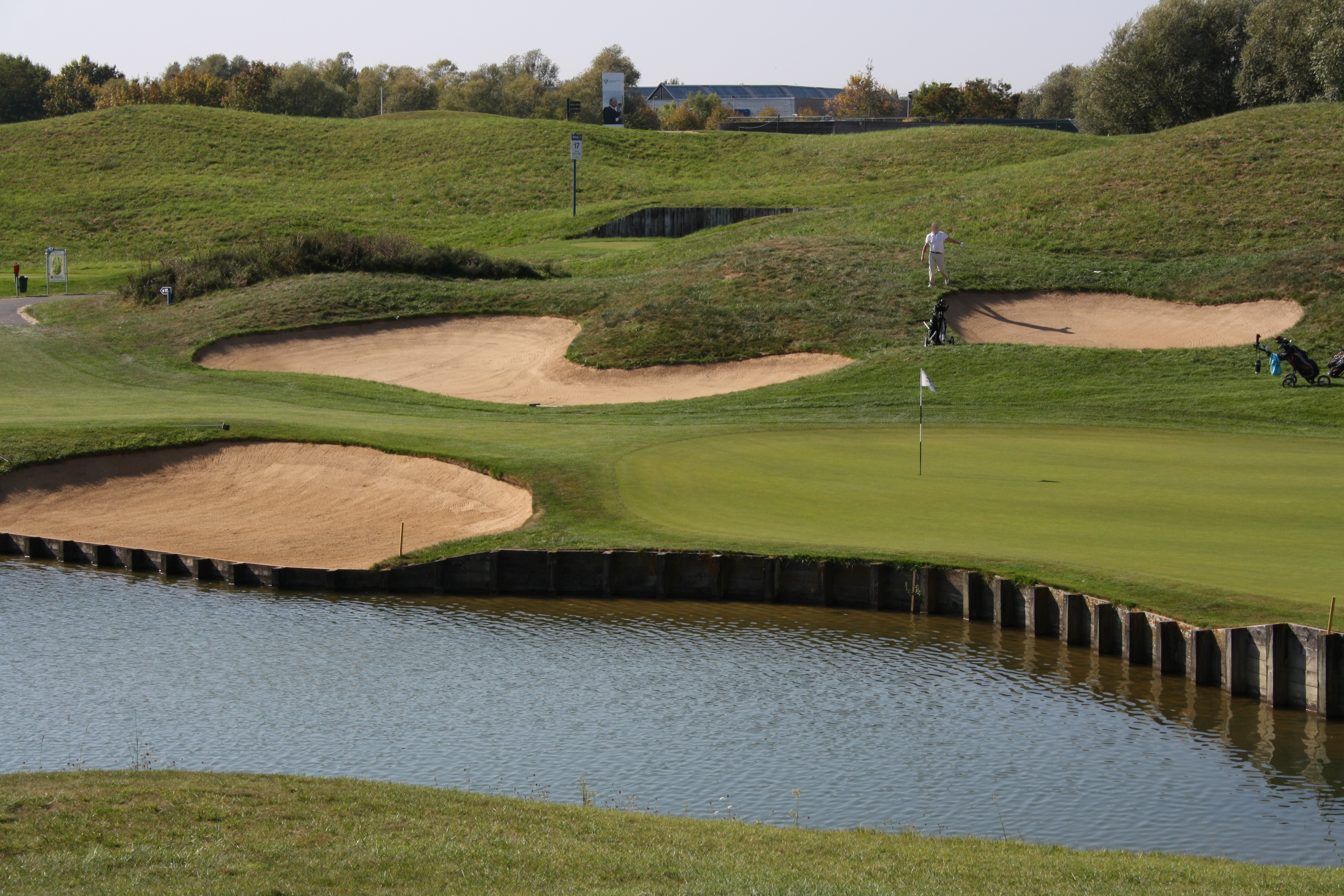
Le Golf National

Het Alstom Open de France is een toernooi van de Europese PGA Tour. Met een prijzengeld van € 3.000.000 is het een van de grootste toernooien van het seizoen. Marcel Siem won het toernooi in 2012.
Het toernooi wordt van 4-7 juli gespeeld op de Albastros-baan van de Le Golf National bij Parijs. Hier wordt het toernooi al sinds 1991 gespeeld. In 2018 komt de Ryder Cup op deze baan.

## Verslag
De par van de baan is 71.

De baan heeft maar drie par-5 holes. Normaliter zijn dat de holes waar de pro's veel birdies en soms een eagle maken die dan hun bogeys 'wegwerken'. De statistieken over de eerste twee rondes zijn duidelijk: op deze baan heeft hole 9 een gemiddelde van 5,12, op hole 5 werden slechts 5 eagles gemaakt en op hole 14 geen enkele. De moeilijkste holes zijn de laatste twee holes, de gemiddelde score was daar de eerste twee dagen 4,34 en 4,58.

### Ronde 1
De Deen Anders Hansen ging tijdens de ochtendronde met een ronde van 66 (-5) aan de leiding. Stephen Gallacher startte als eerste in de middagronde en stond na zeven holes ook al op -5. Hij eindigde echter met drie bogeys en zakte weg naar de 3de plaats.

De Belgische rookie Thomas Pieters werd in juni 2013 professional en speelt dit toernooi op invitatie. 

### Ronde 2

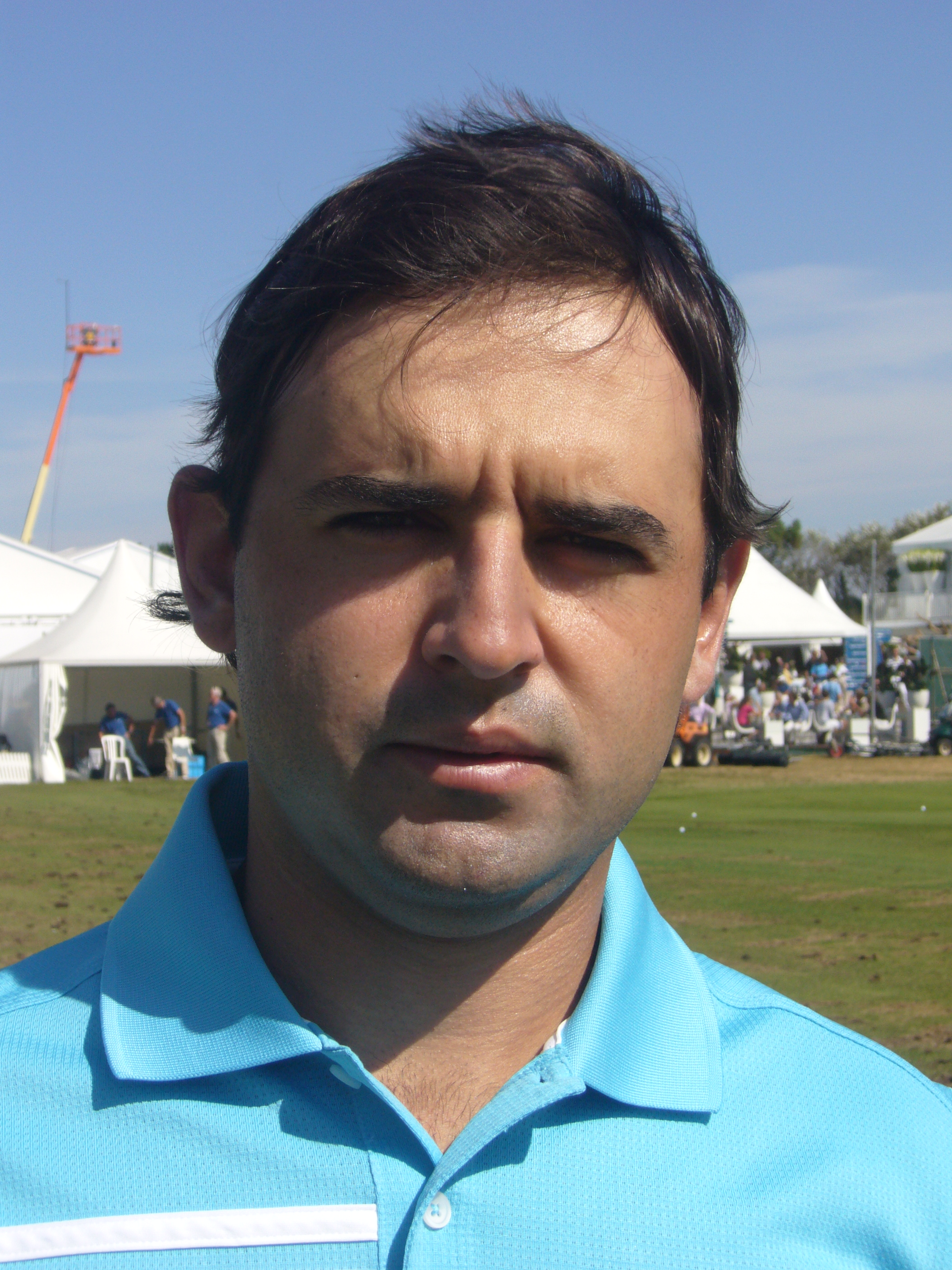
Fabrizio Zanotti
Leider ronde 2

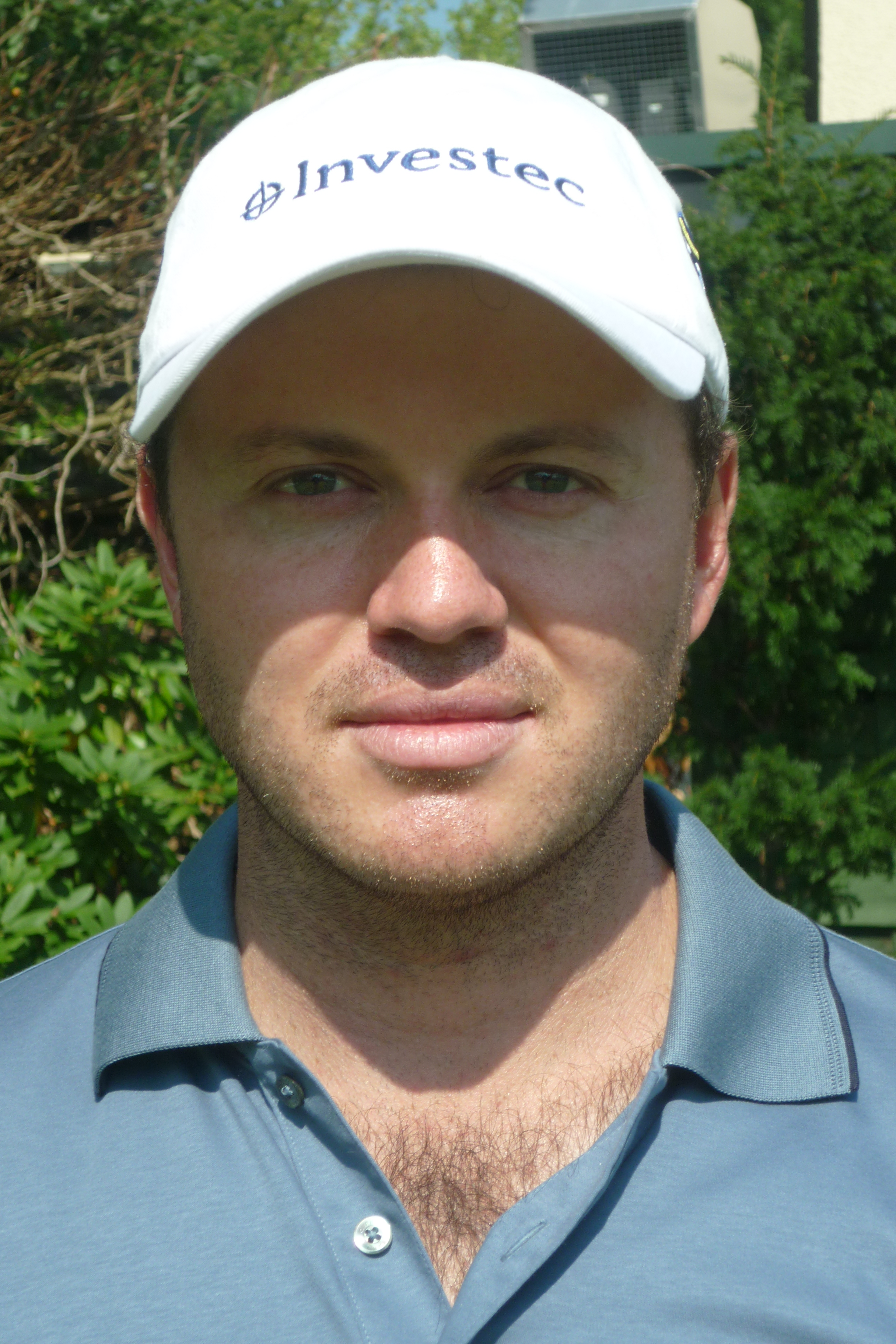
Richard Sterne
Co-leider ronde 3

De dag begon met dikke mist waardoor de eerste start een uur vertraging opliep. Thomas Bjørn en Richard Sterne begonnen op hole 10 en kwamen met gelijke score binnen waarna ze samen op de eerste plaats stonden samen met Anders Hansen, die nog moest afslaan. 

De 30-jarige Fabrizio Zanotti en de 42-jarige Hansen speelden weer samen. Beiden hebben nog geen toernooi op de Europese Tour gewonnen. Zanotti ging na negen holes aan de leiding terwijl Hansen de leiding uit handen gaf door in de eerste vier holes al vier slagen te verliezen en dat waren niet zijn laatste bogeys. Ook Wattel had het moeilijk en zakte naar de 26ste plaats.
Dit is het eerste toernooi van dit seizoen waarbij alle deelnemers uit Nederland en België zich voor het weekend kwalificeerden. Grégory Bourdy en Romain Wattel stonden level par en waren de twee beste Franse spelers.

### Ronde 3
Zanotti en Bjørn speelden de laatste partij en daar ging het vreemd aan toe. Zanotti was druk bezig zijn overwinningskansen te vergooien door op hole 4 en 7 een triple-bogey te maken. Bjørn ging op hole 4 naar -5 en kwam aan de leiding samen met Graeme McDowell, die een kwartier eerder ook op -5 was beland. Bjørn stond even alleen aan de leiding maar in de laatste acht holes verloor hij vijf slagen, zodat hij naar de 8ste plaats afzakte. McDowell was blij met de vrijgekomen plaats en bleef tot het einde van de ronde aan de leiding. Richard Sterne stond na hole 17 ook weer op -5 en werd co-leider. 

Luiten stond -2 na negen holes, maar daarna maakte hij nog twee bogeys, twee dubbel-bogeys en een eagle, zodat hij op +2 eindigde, net als Derksen.

### Ronde 4
De laatste ronde begon met 20 spelers die onder par stonden en de leiders die op -5 stonden. Ze stonden dus erg dicht bij elkaar. Voor McDowell, die eerder in 2013 het WK Matchplay won, zal dit als matchplay aangevoeld hebben want hij moest Richard Sterne van zich afschudden, tegelijkertijd moest hij de rest van het veld voorblijven. Sterne won in februari het Joburg Open en werd 9de in het WK Matchplay. Ze waren dus zeer aan elkaar gewaagd. Op de wereldranglijst staat McDowell nummer 9 en Sterne nummer 56. Als Sterne wint, komt hij in de top-25.
Lafeber begon goed. Na de eerste negen holes stond hij op -3, maar hij eindigde op +2. Thomas Pieters speelde onder par en steeg enkele plaatsen. Derksen maakte op hole 14 zijn 3de birdie en had daarvoor alles in par gespeeld. Daarna ging er van alles mis zodat hij +1 eindigde. Luiten kon geen birdies vinden totdat hij er ten slotte op hole 17 eentje maakte.
Toen Richard Sterne en Graeme McDowell op hole 15 aankwamen, stond McDowell aan de leiding met -8 en Sterne op de 2de plaats met -7. Simon Dyson speelde twee holes voor hen en stond toen op de 3de plaats met -5; allen moesten nog de moeilijke laatste twee holes nog spelen. Dyson maakte op 17 en 18 een bogey en zakte naar de 5de plaats. 

Het duel tussen McDowell en Sterne liep anders dan verwacht. Sterne maakte een bogey op hole 16 en McDowell een birdie op hole 17, waarna Sterne op -6 stond en McDowell op -9. Toen Sterne oon een bogey op hole 17 maakte, was de spanning eraf. McDowell won met een mooie laatste ronde van 67.
- Scores

| Naam               | Score R1 | Score R1 | Nr   | Score R2 | Score R2 | Totaal | Nr  | Score R3 | Score R3 | Totaal | Nr  | Score R4 | Score R4 | Totaal | Nr  |
| ------------------ | -------- | -------- | ---- | -------- | -------- | ------ | --- | -------- | -------- | ------ | --- | -------- | -------- | ------ | --- |
| Graeme McDowell    | 68       | -3       | T3   | 70       | -1       | -4     | T5  | 70       | -1       | -5     | T1  | 67       | -4       | -9     | 1   |
| Richard Sterne     | 68       | -3       | T3   | 69       | -2       | -5     | T2  | 71       | par      | -5     | T1  | 72       | +1       | -5     | 2   |
| Simon Dyson        | 70       | -1       | T24  | 68       | -3       | -4     | T5  | 72       | +1       | -3     | T6  | 71       | par      | -3     | 5   |
| Richard Green      | 69       | -2       | T12  | 70       | -1       | -3     | T8  | 70       | -1       | -4     | T3  | 73       | +2       | -2     | T6  |
| Søren Kjeldsen     | 69       | -2       | T12  | 68       | -3       | -5     | T2  | 73       | +2       | -3     | T6  | 73       | +2       | -1     | T8  |
| David Howell       | 69       | -2       | T12  | 71       | par      | -2     | T11 | 69       | -2       | -4     | T3  | 74       | +3       | -1     | T8  |
| Thomas Bjørn       | 68       | -3       | T3   | 69       | -2       | -5     | T2  | 74       | +3       | -2     | T8  | 72       | +1       | -1     | T11 |
| Stephen Gallacher  | 68       | -3       | T3   | 70       | -1       | -4     | T5  | 75       | +4       | par    | T19 | 70       | -1       | -1     | T11 |
| Bernd Wiesberger   | 70       | -1       | T24  | 71       | par      | -1     | T17 | 68       | -3       | -4     | T3  | 75       | +4       | par    | T13 |
| Marc Warren        | 69       | -2       | T12  | 72       | +1       | -1     | T17 | 70       | -1       | -2     | T8  | 73       | +2       | par    | T13 |
| Grégory Bourdy     | 69       | -2       | T12  | 73       | +2       | par    | T26 | 70       | -1       | -1     | T17 | 76       | +5       | +4     | T34 |
| Fabrizio Zanotti   | 68       | -3       | T3   | 68       | -3       | - 6    | 1   | 78       | +7       | +1     | T27 | 76       | +5       | +6     | T42 |
| Robert-Jan Derksen | 72       | +1       | T64  | 70       | -1       | par    | T27 | 73       | +2       | +2     | T33 | 72       | +1       | +3     | T29 |
| Romain Wattel      | 67       | -4       | 2    | 75       | +4       | par    | T26 | 74       | +3       | +3     | T42 | 71       | par      | +3     | T29 |
| Thomas Pieters     | 70       | -1       | T24  | 72       | +1       | par    | T26 | 75       | +4       | +4     | T47 | 70       | -1       | +3     | T29 |
| Anders Hansen      | 66       | -5       | 1    | 78       | +7       | +2     | T45 | 75       | +4       | +6     | T54 | 70       | -1       | +5     | T38 |
| Joost Luiten       | 71       | par      | T42  | 71       | par      | par    | T26 | 73       | +2       | +2     | T33 | 76       | +5       | +7     | T49 |
| Maarten Lafeber    | 76       | +5       | T120 | 69       | -2       | +3     | T53 | 74       | +3       | +6     | T54 | 73       | +2       | +8     | T52 |

| Leider |  | Toernooirecord |  | MC = missed cut = cut gemist |  | DQ = disqualified |

## Spelers
| - Felipe Aguilar - Thomas Aiken - Björn Åkesson - Fredrik Andersson Hed - Kiradech Aphibarnrat - Matthew Baldwin - Richard Bland - Grégory Bourdy - Kristoffer Broberg - Rafa Cabrera Bello - Michael Campbell - Jorge Campillo - Alejandro Cañizares - Magnus A. Carlsson - S S P Chowrasia - Robert Coles - Eduardo de la Riva - Robert-Jan Derksen - Chris Doak - Andrew Dodt - Luke Donald - Jamie Donaldson - David Drysdale - Victor Dubuisson - Simon Dyson - Johan Edfors - Niclas Fasth - Gonzalo Fernández-Castaño - Darren Fichardt - Richard Finch - Oliver Fisher - Ross Fisher - Tommy Fleetwood - Mark Foster - Marcus Fraser - Lorenzo Gagli - Stephen Gallacher - Ignacio Garrido | - Jean-Baptiste Gonnet - Ricardo Gonzalez - Richard Green - Emiliano Grillo - Anders Hansen - JB Hansen - Søren Hansen - Andreas Hartø - Grégory Havret - Scott Henry - Michael Hoey - Keith Horne - David Horsey - David Howell - Mikko Ilonen - Raphaël Jacquelin - Thongchai Jaidee - Scott Jamieson - Miguel Ángel Jiménez (2010) - Alexandre Kaleka - Martin Kaymer (2009) - Simon Khan - Maximilian Kieffer - Espen Kofstad - Jbe' Kruger - Matt Kuchar - Maarten Lafeber - José Manuel Lara - Pablo Larrazábal - Paul Lawrie - Peter Lawrie - Craig Lee - Thomas Levet - Tom Lewis - Gary Lockerbie - Joost Luiten - David Lynn - Morten Ørum Madsen | - Matteo Manassero - Gareth Maybin - Graeme McDowell - Paul McGinley - Damien McGrane - Prom Meesawat - Edoardo Molinari - Francesco Molinari - James Morrison - Garth Mulroy - Alex Norén - Thorbjørn Olesen - Hennie Otto - Eddie Pepperell - Ian Poulter - Phillip Price - Julien Quesne - Alvaro Quiros - Richie Ramsay - Robert Rock - Brett Rumford - Ricardo Santos - Gareth Shaw - Marcel Siem (2012) - Joel Sjöholm - Lee Slattery - Richard Sterne - Andy Sullivan - Alessandro Tadini - Simon Thornton - Mark Tullo - Peter Uihlein - Jaco Van Zyl - Simon Wakefield - Justin Walters - Paul Waring - Marc Warren - Romain Wattel | - Steve Webster - Peter Whiteford - Martin Wiegele - Bernd Wiesberger - Chris Wood - Fabrizio Zanotti Voormalige winnaars - Graeme Storm (2007) - Jeff Remesy (2004, 2005) - José María Olazabal (2001) Nationale Order of Merit - Christophe Brazillier - Guillaume Cambis - Matt Ford - Florian Fritsch - Greg Hazelby - Lasse Jensen - Alexander Levy - Jean-François Lucquin - Antoine Schwartz - Zane Scotland - Anthony Snobeck - Gary Stal - Nicolas Tacher - Jean-Pierre Verselin Invitaties - Alan Dunbar - Brandon Stone - Thomas Pieters - Gary Boyd - Pontus Widegren - Mu Hu - François Calmels Amateurs - Julien Brun |